# 雪山牧童
〈雪山牧童〉（英語：Alpine Shepherd Boy）是美國犯罪劇情電視劇《絕命律師》第一季的第五集，該集由布拉德利·保羅編劇，並由妮可·卡塞爾執導。在美國，該集於2015年3月2日在AMC播出，至於美國以外的多個國家則在串流媒體服務Netflix上首播。

## 劇情
承接上一集結尾查克·麥吉爾（邁克爾·麥基恩 飾）偷走鄰居報紙的劇情，兩個警察在接報後來到查克的家調查詳情。警察們看到查克的生活狀況後認為他正在生產冰毒，同時查克亦拒絕打開大門讓他們進入，警察們因而踢開門並用泰瑟制服他。
吉米·麥吉爾（鮑勃·奧登科克 飾）廣告牌救援事件的宣傳噱頭為他吸引到幾個新的潛在委託人，但吉米因為他們中大多數人的古怪行為而拒絕他們的委託。在奔騰一天仍然無果後，吉米去拜訪施特勞斯夫人，她是一位喜歡收集胡梅爾小雕像的老婦人，擁有一個稀有且珍貴的雪山牧童小雕像，吉米隨後協助她進行遺產安排，她絕大部分安排都是將小雕像分配給朋友和親戚。施特勞斯夫人覺得吉米很會哄人，他提議先收取一半的費用，在完成遺囑後再收取剩下的一半，但她仍以現金預付了全部費用。當晚，基於吉米與老年客戶之間的成功合作，金·魏斯勒（蕾亚·塞洪 飾）提議他可以向老年法方面發展。吉米開始考慮這個建議，但這時霍華德·漢姆林（帕特里克·法比安 飾）突然打電話給金，她在掛斷電話後告訴吉米查克住院的消息。
為查克治療的克魯茲醫生在他不注意的情況下開啟病床的控制面板，從而證明他聲稱患有的電磁波過敏症只是由心理焦慮引起。她建議查克去精神病院接受治療，但他只想回家，吉米亦支持他的決定。霍華德隨後來到醫院，吉米認為霍華德不希望查克被送進精神病院是因為自己將獲得監護權，這樣就可以在HHM律師行買斷中為查克談判獲取最大的利益。吉米隨後向霍華德威脅要送查克進精神病院，但在他離開後馬上告訴金這只是為了嚇唬他。吉米帶查克回家並發現他得知自己的廣告牌救援事件，他向有所懷疑的查克承諾自己會一直遵守規矩。
吉米模仿電視劇《辯護律師》中安迪·格里菲斯的服裝和舉止，並在療養院推廣自己新的老年法專業。在離開法院停車場時，吉米遞給麥克·艾曼翠岳（喬納森·班克斯 飾）一張名片，上面印著他的新標語“需要立遺囑？打電話給麥吉爾”（"Need a Will? Call McGill"）。
麥克把車停在一個女人的房子外面，那個女人走出房子坐上自己的車並以不舒服的眼神望著麥克一段時間，隨後他們兩人朝相反的方向各自離開。幾名警察後來到麥克的家中拜訪他，麥克認出其中一名警探並對他說：“你離故鄉很遠。”那名警探回答說：“你和我都是。”

## 製作
“雪山牧童”是第一部由未曾為《絕命毒師》編劇或執導的人編劇或執導的《絕命律師》劇集，該集由布拉德利·保羅編劇並由妮可·卡塞爾執導。該集最初的標題是“Jello”，因為節目統籌希望每集的標題都以字母“o”作結尾，但最終因無法獲得許可使用果凍品牌Jell-O的商標名稱而更改標題。而編劇安排查克患有電磁波過敏症的靈感來源是紀錄片《羅伯特·克魯伯傳》。

## 迴響

### 收視率
該集在播出後的美國總收視人數為271萬觀眾，並在美國18-49歲的成年人統計人口中獲得1.2的收視率。

### 評價
該集獲得多數的正面評價。根据評論匯總网站爛番茄汇总的20篇评论文章，95%的评论家给予该作正面评价，使之獲得「認證新鮮」標識，平均打分为6.80分（满分10分）」
《IGN》的羅斯·科內特（Roth Cornet）給該集9.0/10分的評價，並說：“總體而言，《絕命律師》在劇情與陣陣歡鬧之間取得了平衡——就像《絕命毒師》曾做到的一樣。該劇推出了強而有力的另一集，該集毫不費力地在不同的人性時刻之間轉換。”她亦稱讚奧登科克的演出：“鮑勃·奧登科克的非凡表現同時建立在小時刻和大時刻之上。”《每日电讯报》的艾德·鮑爾（Ed Power）給該集四顆星的評價（滿分五顆星），並說：“《絕命律師》的巨大魅力在於其不太確定自身希望成為什麼樣的節目，常常樂於放慢速度欣賞沿途的美景。開頭的五集一直在法庭劇、淒涼喜劇和簡潔肥皂劇之間來回穿梭，正如主角吉米無法確定生活方向一樣，該劇也一直滿足於以純粹蜿蜒曲折的劇情贏得觀眾的歡心。”

## 外部連結
- 互联网电影数据库上雪山牧童的资料（英文）

- 《雪山牧童》（页面存档备份，存于）在AMC
- 爛番茄上《雪山牧童》的資料（英文）